# Argestorf
Argestorf ist eine Ortschaft der Gemeinde Wennigsen (Deister) in der Region Hannover.

## Geschichte
Erstmals urkundlich erwähnt wurde Argestorf im Jahre 1252, als Wedekind vom Berge, Edelvogt des Hochstifts Minden, den Zehnten zu „Herkestorpe“ („Dorf des Herco“) an den Mindener Bischof Johann übertrug.
Der Ortsname unterlag in der weiteren Geschichte einem stetigen Wandel. Im Jahre 1254, in einer von Graf Moritz von Spiegelberg verfassten Bitte des Klosters Wennigsen an den Abt zu Corvey um Schenkung von acht Hufen Land wurde der Ort „Erchestorpe“ genannt, bei einer weiteren Landübertragung im Jahre 1257 dann „Erkestorp“.
Etwa im Jahre 1270 war dann das Kloster Wennigsen durch einen weiteren Gütertausch alleiniger Grundherr in Argestorf. Im Calenberger Hausbuch von 1592 wird die Ortschaft als „Arxtorpe“ bezeichnet.
Die größte Bevölkerungszahl erreichte Argestorf in den 1950er Jahren, damals lebten etwa 570 Menschen im Ort.
Im Zuge der Gebietsreform wurde Argestorf am 1. Januar 1970 Teil der Gemeinde Wennigsen (Deister).

## Politik

### Ortsrat
Der Ortsrat von Argestorf setzt sich aus vier Ratsfrauen und einem Ratsherren der „Wir für Argestorf“ zusammen.
(Stand: Kommunalwahl 2021 12. September 2021)

### Ortsbürgermeisterin
Die Ortsbürgermeisterin ist Sonja Schwarze (Wir für Argestorf). Ihre Stellvertreterin ist Jana Runge (ebenfalls „Wir für Argestorf“).

### Wappen
Der Entwurf des Kommunalwappens von Argestorf stammt von dem Heraldiker und Grafiker Alfred Brecht, der zahlreiche Wappen in der Region Hannover erschaffen hat. Die Genehmigung des Wappens wurde am 3. September 1962 durch den Regierungspräsidenten in Hannover erteilt.
| Wappen von Argestorf | Blasonierung: „In Silber über erhöhtem, abgerundetem, grünem Schildfuß – darin ein mit dem Bart nach links gewendeter, silberner Schlüssel – ein springender, roter Hirsch.“ |
| Wappen von Argestorf | Wappenbegründung: In Argestorf entstand ein Wappen, das das alte Grafenwappen des Adelsgeschlechtes von Spiegelberg, den roten Hirsch im silbernen Felde, in der ehrenden Absicht wiedergibt, dieses mit der Landes- und Ortsgeschichte verwobene Geschlecht im Bewusstsein der Einwohner zu erhalten. Der in Grün, das den bäuerlichen Charakter des Dorfes betont, liegende silberne Schlüssel soll auf die jahrhundertelange Oberhoheit der Kirche hinweisen, die Zehntherr war. |

## Kultur und Sehenswürdigkeiten

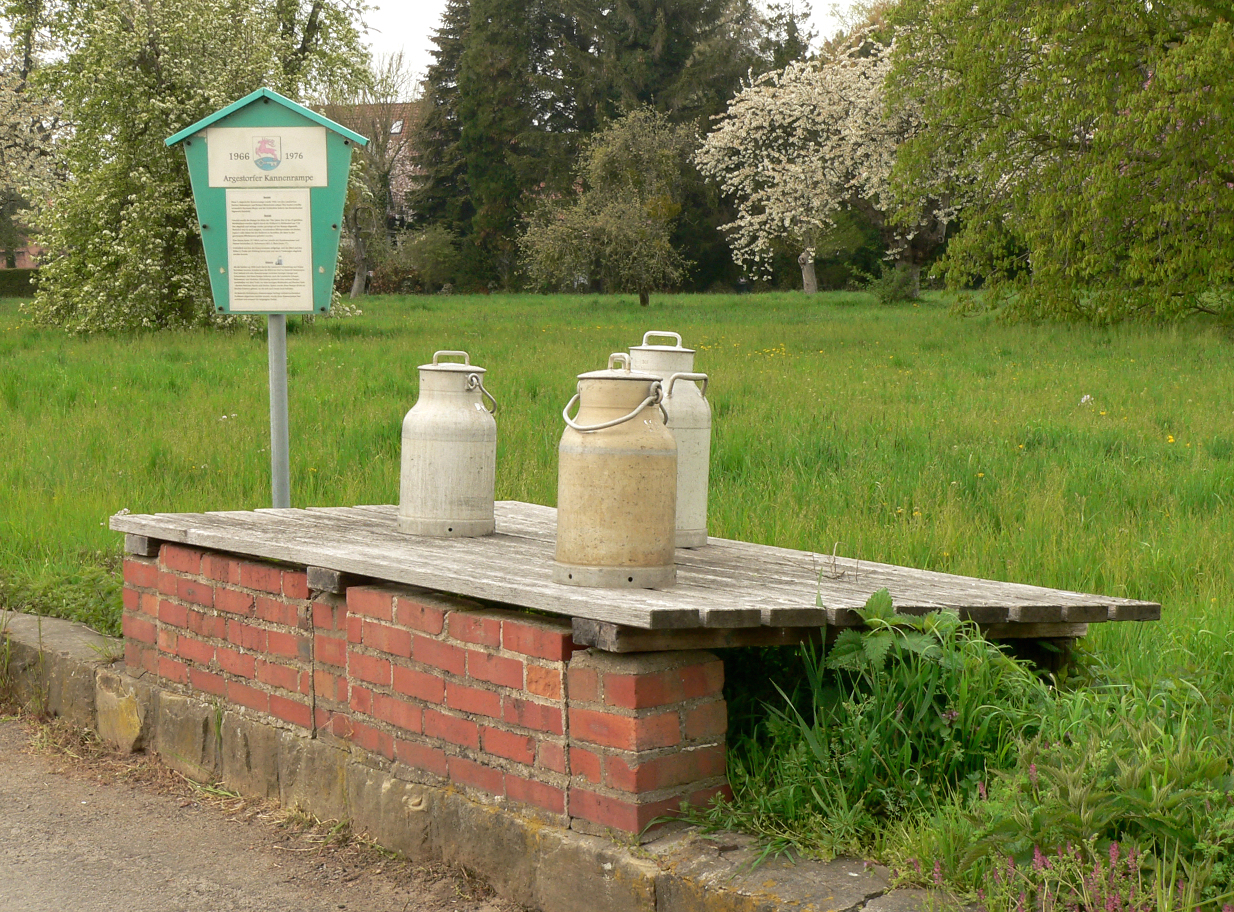
Argestorfer Kannenrampe am Straßenrand mit Milchkannen

- Das Widdergut Vier Eichen ist ein denkmalgeschütztes Herrenhaus in Argestorf. Das Gut besteht aus dem am Bachlauf errichteten voll unterkellerten Herrenhaus mit Scheune, Hof- und Parkanlage des königlichen Oberhofbaudirektors Georg Ludwig Friedrich Laves. Das Herrenhaus wurde im Jahre 1844 in dem für Laves typischen klassizistischen Stil gebaut.